# テ・カハ
テ・カハ（Te Kaha）は、ニュージーランドのクライストチャーチにある多目的スポーツアリーナである。通信会社One New Zealandによる命名権により「ワン・ニュージーランド・スタジアム」ともいう。

## 概要
スーパーラグビーのクルセイダーズと、NPCのカンタベリーの本拠地となる。
屋根付きスタジアムで、その一部は透明な素材により、芝の育成を助ける。常設席が25,000席あり、北端に5,000席の仮設スタンドを設置する。
2021年12月9日、マオリ語で「不屈の力」を意味する「テ・カハロア（Te Kaharoa）」から、スタジアムの名称「テ・カハ」が決まった。

## 沿革
2011年2月22日に発生したカンタベリー地震で被害を受け、2019年に解体されたランキャスター・パークの代替施設として、ランキャスター・パークから北西に約1km離れた場所に建設された。これは、クライストチャーチ中央復興計画に基づく。
2022年着工。2024年7月4日、通信会社One New Zealandと10年間の命名権契約を結び、「ワン・ニュージーランド・スタジアム」とした。
2026年4月開業予定。こけら落としとして、2026年スーパーラグビー・パシフィック第11節を「スーパーラウンド（特別な節）」と位置づけ、10チームによる5試合が行われる。4月24日に地元クルセイダーズのホームゲームを行い、翌25日はニュージーランドとオーストラリアの祝日「ANZACデー」に合わせて、ハリケーンズ（ニュージーランド）対ブランビーズ（オーストラリア）、ブルーズ（ニュージーランド）対レッズ（オーストラリア）のトランス・タスマン対決2試合がダブルヘッダーで組まれた。26日にも2試合を行う。